# Kellogg Company
Kellogg Company (ofte henvist til som Kellogg eller Kellogg's) er en amerikansk multinational producent af morgenmadsblandinger, enkle mellemmåltider og kiks. Hovedkontoret befinder sig i Battle Creek i Michigan, USA. Kellogg's producerer færdigretter som småkager, kiks, müslibarer, frugt-snacks, Rice Krispies, Special K, Cocoa Krispies, Keebler, Pringles, Pop-Tarts, Kashi, Cheez-It, Eggo, Nutri-Grain, Morningstar Farms og mange andre. Kellogg's erklærede formål er at "Nære familier, så de kan blomstre og trives."
Kellogg's produkter bliver fremstillet i 18 lande og markedsført i 180 lande. Kellogg's største fabrik ligger ved Trafford Park i Trafford, Greater Manchester, Storbritannien, som også er stedet for selskabets europæiske hovedkvarter. Kellogg's er kongelig hofleverandør udnævnt af både dronning Eliabeth 2. og prins Charles
I Danmark kendes firmaet især for dets morgenmadsprodukter som cornflakes, All-Bran og Frosties.

## Billeder
- Frosties
- Kellogg's Coco Pops
- Den første cornflakespakke fra 1906, året hvor Kellogg's blev grundlagt